# Северен парк
Северният парк се намира в северната част на София. Площта му е 0,78 km².
На изток граничи със стадион „Локомотив“, на север със складова и промишлена база, както и с търговския комплекс „Илиянци“, а на юг – с жилищните комплекси „Свобода“, „Надежда“ и „Връбница-2“. Западно от парка е местността „Ливадите“.
През парка минава река Какач. Преминаването през нея става по стар ламаринен мост.
От северната му страна преминава железопътна линия за товарен превоз, а на юг от него е бул. „Ломско шосе“ и жк „Обеля“.
Паркът е проектиран и изграден в края на 60-те и началото на 70-те години на 20 век на мястото на обработваемите земи на село Връбница. Къщата на бившия едър земевладелец и основател на село Връбница се намира в началото на парка, до електростанцията (сега дом на неговите потомци архитектите сем. Лозанови, родители на доц. Георги Лозанов, зам.-главен редактор на в. „Култура“ и председател на Съвета за електронни медии.)
В началото на горската част на парка се намира уникалният за София слънчев часовник.
В парка има няколко асфалтирани алеи, пресъхнал пръстеновиден канал, увеселителни съоръжения, заведения за хранене и др. В източния край на парка, до ж.к. „Свобода“ се намира детско игрище с уникални играчки, плод на соцреализма – артилерийски оръдия „Катюша“ и др. подобни, както и изключително стръмни дъговидни мостове.
Съоръжението „Училище на открито“ и естрадата в парка са полуразрушени, в тежко състояние.
Единствената чешма на територията на парка се намира малко след южния вход.
Залесяването е от смесен тип – иглолистно и широколистно, отделните видове се редуват на няколко паралелни масива. Откъм „Ливадите“ гората свършва във вид на идеална права линия от жп линията към бул. Ломско шосе.
Паркът се обитава от катерици, няколко вида птици, кучета, гущери, жаби и насекоми. В миналото по коритото на Какач гнездяха щъркели.
Въздухът в района на парка е замърсяван от Северната промишлена зона.
От средата на 2008 г. строители започват работа по обновяването на парка. В резултат откъм източния вход на парка са издигнати две модерни детски съоръжения за игра, които включват пет пързалки за най-малките, две за по-големите и модерни безопасни люлки, подходящи за деца от всякаква възраст.
Откъм страна на слънчевия часовник също са изградени интересни детски съоръжения – предимно за катерене, подходящи за деца над осемгодишна възраст.
Болните дървета се изсичат и паркът се залесява с нови дървета. Построено е голямо игрище, което събира деца и юноши от всички възрасти.
До парка водят следните линии на градският транспорт:
- Автобусни линии 85 и 108;

- Трамвайна линия 6;

Паркът е в непосредствена близост до метростанция „Бели Дунав“.